# Alex Wyllie
Alexander John Wyllie (Christchurch, 30 de agosto de 1944 – 22 de marzo de 2025) fue un jugador y entrenador neozelandés de rugby que se desempeñaba como ala.

## Carrera
Debutó en la primera de Canterbury RFU con 19 años en 1964 y jugó toda su carrera en él, retirándose con 35 años en 1979.

### Selección nacional
Fue convocado a los All blacks en 1970, jugó hasta 1973 con un total de 11 partidos marcando 2 tries y un drop.

## Carrera como entrenador
Debutó como entrenador en Canterbury RFU en 1982. En 1988 fue seleccionado entrenador de Nueva Zelanda por la New Zealand Rugby hasta finalizar el Mundial de Inglaterra 1991, alcanzó el tercer puesto en dicho mundial.
En 1995 ya sin entrenar ningún equipo, observó como Argentina era derrotada en todos los encuentros del Mundial de Sudáfrica 1995 por seis puntos. Wyllie creía que un cambió de juego en el equipo argentino podría traer resultados notables y se ofreció como entrenador, la Unión Argentina de Rugby que había despedido a Alejandro Preta aceptó al ver en Wyllie una gran oportunidad de mejorar.
Los primeros resultados notables ocurrieron con la victoria ante los Wallabies en 1997. Dejó el cargo en 1999 al finalizar el Mundial de Gales 1999, en dicho campeonato, Argentina debió jugar ante el XV del Trébol por el pase a cuartos de final al clasificar como mejor tercero en fase de grupos, el triunfo ante los irlandeses significó el pase a la fase final por primera vez en la historia.
En 2009 Wyllie asistió al partido de retiro de Agustín Pichot, tal jugador fue elegido capitán de los Pumas por Wyllie.

## Participaciones en Copas del Mundo
| Mundial                       | Sede       | Equipo        | Resultado        | PJ | PG | PE | PP | Pts + | Pts - |
| ----------------------------- | ---------- | ------------- | ---------------- | -- | -- | -- | -- | ----- | ----- |
| Copa Mundial de Rugby de 1991 | Inglaterra | Nueva Zelanda | Tercer puesto    | 6  | 5  | 0  | 1  | 143   | 74    |
| Copa Mundial de Rugby de 1999 | Gales      | Argentina     | Cuartos de final | 5  | 3  | 0  | 2  | 137   | 126   |